# Plaza de Portugal
La plaza de Portugal es una plaza situada en la ciudad española de Vigo. Se construyó en el año 1929 durante la alcaldía de Adolfo Gregorio Espino, con diseño del arquitecto Jenaro de la Fuente Álvarez, con el objetivo de ampliar los espacios verdes y de descanso en el centro de la ciudad. Su estructura salva el desnivel existente entre las calles de Rogelio Abalde y de Uruguay. Entre la plaza y esta última existe una escalinata de piedra y una escalera mecánica. También comunica con las calles de Churruca y de República Argentina.

## Historia
La plaza se construyó en el año 1929 sobre un proyecto del arquitecto Jenaro de la Fuente Álvarez. El proyecto tuvo un coste de 550 000 pesetas, excediendo en 32 000 pesetas del presupuesto inicial.
En el año 1931 la ciudad portuguesa de Oporto regaló a la ciudad de Vigo un árbol que se plantó en la plaza. Dos años después, en 1933, la misma ciudad lusa encargó una placa conmemorativa para exponerla en la plaza. El 13 de agosto de 1934 se inauguró una escultura de Luís de Camões como donación del Comité de Exposición Colonial de Oporto, obra del escultor José Sousa Caldas.
En los primeros años la superficie de la plaza estaba compuesta de arena gruesa, y apenas existían unos pequeños árboles y arbustos de menos de dos metros de altura. También hubo una pérgola sobre la que crecían enredaderas, así como parterres, zonas ajardinadas y una gran escalinata doble con dos fuentes con cabezas de tritón.
En 1975 se construyó un aparcamiento subterráneo de vehículos, para lo que se eliminan las escaleras, la pérgola y las fuentes.
En 2005, la pérgola de Jenaro de la Fuente, que desde 1975 estaba alojada en unos almacenes municipales, se envió a Bouzas, y en 2006, las escalinatas se trasladaron a la calle de Enrique Blein Budiño en el tramo de unión con la calle de Venezuela. De las escalinatas solamente se conservó un 35% de las piezas originales, por lo que el resto se substituyó con material nuevo.
En 2007, el ayuntamiento, aprovechando las obras de impermeabilización del forjado del aparcamiento subterráneo, acometió una reforma de la plaza, recuperando una de las fuentes de los Tritones, ampliando el entorno vegetal, creando una nueva lámina de agua ante el busto de Camões e instalando una pérgola de madera con glicíneas.
En el año 2018 la plaza se reformó nuevamente para aumentar el espacio de césped que substituyó parte del suelo de arena, así como para crear un parque infantil, un área «biosaludable» para realizar gimnasia al aire libre.

## La escalinata
La escalinata que comunicaba la plaza con la calle de Uruguay era uno de los elementos singulares de la plaza. Estaba constituida por dos escaleras pares, que a su vez estaban divididas en dos tramos, uno cara el exterior y otro cara el interior. Construidas en piedra, estaban decoradas con balaustradas, columnatas y dos fuentes que vertían agua por la boca de dos tritones.
Las escalinatas se trasladaron a la calle de Blein Budiño, empleadas para salvar el desnivel existente con la calle de Venezuela. La fuente con los tritones se dividió en dos: uno de los tritones se reconstruyó en la propia plaza de Portugal, y el otro se trasladó a la plaza de Camelias.
En 2018, la remodelación integral del aparcamiento subterráneo se acompañó con la apertura de unas nuevas escaleras mecánicas que salvan el desnivel entre las calles Uruguay y Rogelio Abalde, junto a una fija que facilita el descenso desde la plaza de Portugal.